# ندكان شهداد
ندكان شهداد (بالفارسية: ندکان شهداد) هي قرية تقع في البلدة المركزية في إيران. يقدر عدد سكانها بـ 81 نسمة بحسب إحصاء 2016.